# União Recreativa dos Trabalhadores
União Recreativa dos Trabalhadores, beter bekend als kortweg URT is een Braziliaanse voetbalclub uit Patos de Minas, in de deelstaat Minas Gerais.

## Geschiedenis
De club werd opgericht in 1939 en speelde in 1976 voor het eerst in de hoogste klasse van het Campeonato Mineiro. Na degradatie in 1977 keerde de club terug in 1992 en speelde tot 2006 met enkele onderbrekingen in de hoogste klasse. Sinds 2014 speelt de club hier opnieuw.
In 2017 miste de club net de promotie naar de Série C.